# Tortuga d'orelles grogues
La tortuga d'orelles grogues (Trachemys scripta scripta) és una tortuga semiaquàtica de la família dels emídids. Aquesta subespècie de Trachemys scripta és nadiua del sud-est dels Estats Units, més específicament des de Florida fins al sud-est de Virgínia, i és l'espècie de tortugua més comuna en aquesta regió. Es troba a una gran varietat d'hàbitats com en aigües poc cabaloses, aiguamolls, pantans, pantans estacionals, i basses permanents. Les tortugues d'orelles grogues són uns animals de companyia molt populars.

## Morfologia
Les tortugues d'orelles grogues mascles arriben a mesurar entre 13 i 20 cm de longitud i les femelles entre els 20 i 33 cm.
La cuirassa (closca superior) és d'un color fosc que va del marró al negre, i sovint amb ratlles grogues. La pell és d'un verd oliva amb taques grogues sota el coll i les cames. Tal com el seu nom indica, el plastró és groc amb taques verdes als extrems de la closca. Els mascles adults tendeixen a fer-se més foscos a mesura que envelleixen. La tortuga d'orelles grogues sovint es confon amb Pseudemys concinna concinna perquè també té ratlles grogues al coll i a sota d'aquest, encara que a aquesta no té les ratlles grogues que caracteritza T. scripta scripta.

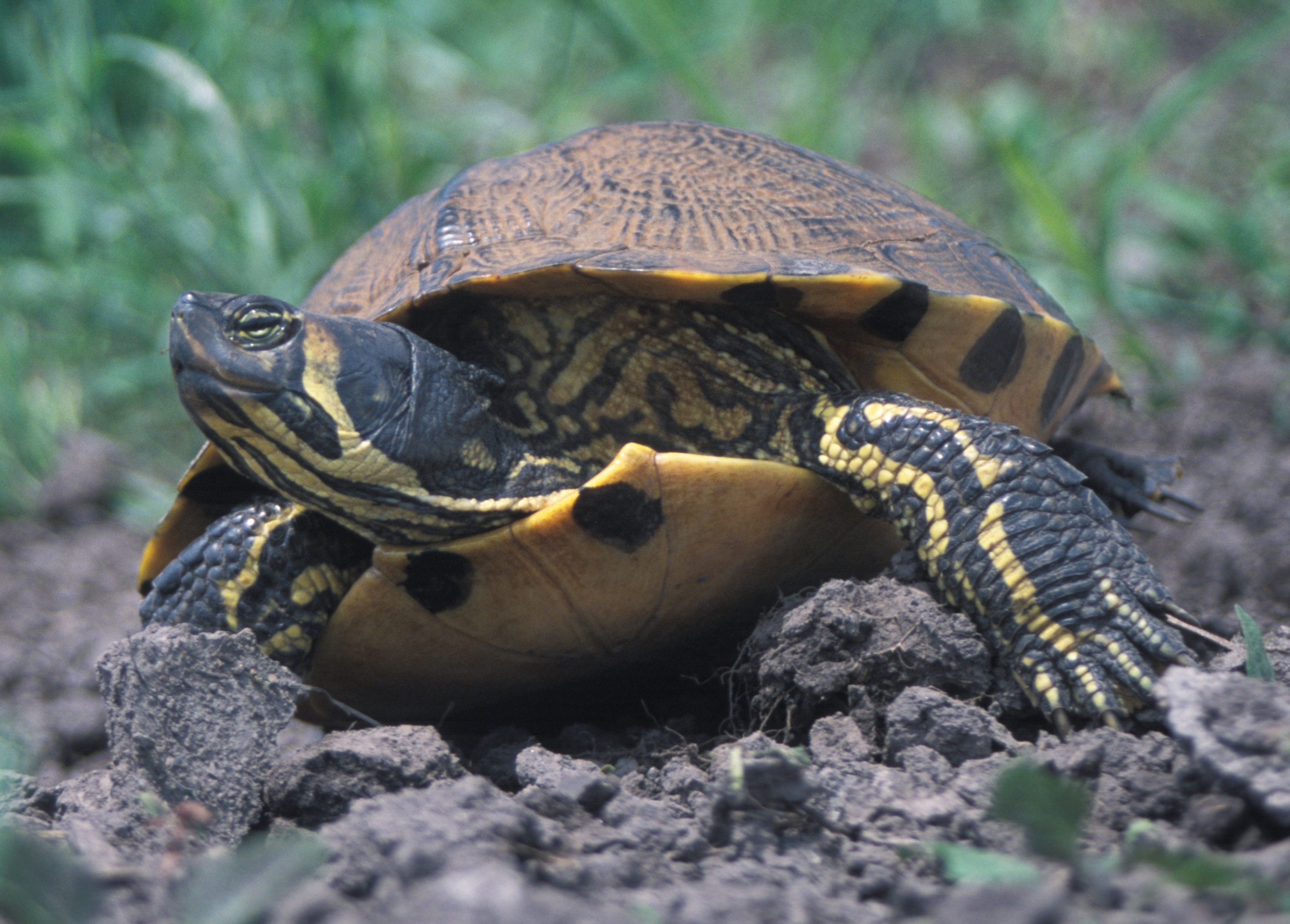
El groc plastró amb taques verdes es pot veure en aquesta imatge

L'època d'aparellament es concentra a les estacions de primavera, d'estiu i de tardor. Les tortugues d'orelles grogues poden encreuar-se amb altres subespècies de T. scripta, com per exemple la tortuga d'orelles vermelles que també es ven com animal de companyia. L'alliberament de tortugues d'orelles vermelles en llocs no nadius d'aquesta espècie va causar que es prohibís la venda d'aquesta subespècie a l'estat de Florida per tal de protegir la població autòctona de tortugues d'orelles grogues.
L'aparellament es produeix dins l'aigua, però les femelles requereixen una àrea terrestre adequada per pondre-hi els ous. Ponen normalment entre 6 i 10 ous en cada llorigada, encara que hi ha femelles que són capaces d'aguantar-ne més. Els ous són incubats entre 2 i 3 mesos, i els nounats normalment es queden al niu durant l'hivern. Les cries acabades de néixer són gairebé totalment carnívors, alimentant-se d'insectes, aranyes, crustacis, capgrossos, peixos i carronya. A mesura que envelleixen, els adults s'alimenten cada cop de menys carn fins a tal punt que el 95% de la seva dieta prové de les plantes.
La tortuga d'orelles grogues és considerada una tortuga diürna; s'alimenta principalment al matí i freqüentment gaudeix a la vora de l'aigua, sobre troncs, o mentre flota, durant la resta del dia. A la nit dorm en el fons o recolzant-se a prop de les herbes, però en tots els casos prefereix està a l'aigua. Les zones amb una major densitat d'aquestes tortugues són en aigües amb una gran quantitat d'algues i plantes aquàtiques que cobreixen densament la superfície, com per exemple, Myriophyllum spicatum i nimfeàcies. La superfície de vegetació densa els proporciona resguard contra predadors i propicia un nombre més gran d'invertebrats aquàtics i vertebrats petits que els facilita la cerca aliment que si estiguessin en aigües obertes.
Les tortugues d'orelles grogues poden arribar a viure més de 30 anys en estat salvatge, i més de 40 en captivitat.

### Dimorfisme sexual

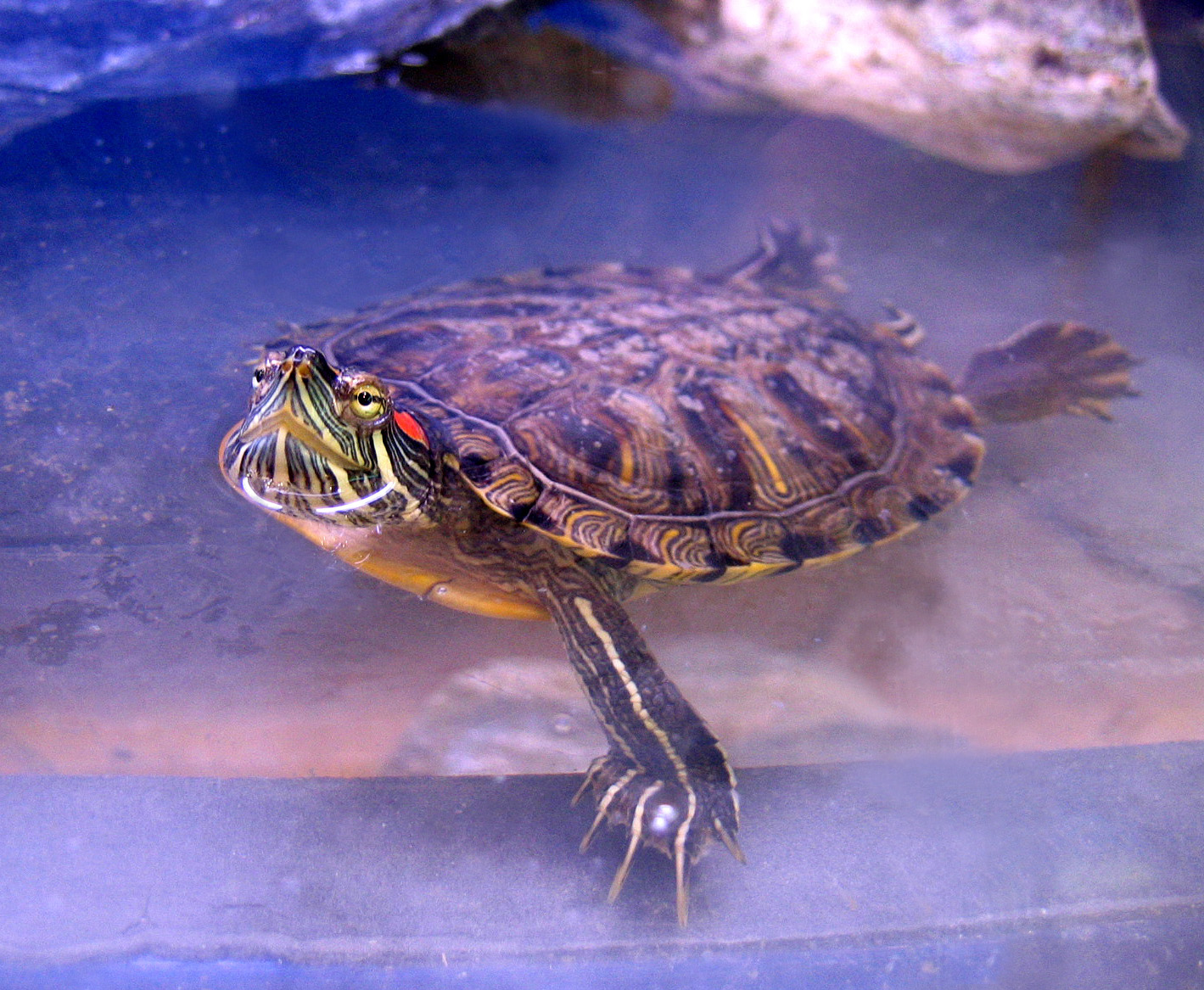
Tortuga mascle. Noteu les llargues ungles de la pota davantera

Aquesta espècie presenta dimorfisme sexual, això vol dir que el mascle i la femella tenen característiques físiques diferents un de l'altre.

## Distribució i hàbitat
Les tortugues d'orelles grogues són originàries de l'àrea que envolta el riu Mississipi, arribant fins al golf de Mèxic. Es desenvolupen en climes càlids, particularment en el quadrant sud-est dels Estats Units. Aquesta àrea comprèn des del sud-est de Colorado fins a Virgínia i Florida. Habiten naturalment en zones on hi hagi alguna font d'aigua tranquil·la i temperada. Aquestes zones aquàtiques poden ser estanys, llacs, pantans, rierols, rius amb corrents lentes. L'àrea on habiten és en general pacífica amb alguna secció on puguin sortir de l'aigua a descansar, com algunes roques grans o troncs, on es col·loquen per rebre bones quantitats de raigs de sol. És comú que diverses tortugues d'orelles vermelles es col·loquen juntes per prendre el sol, fins i tot unes a sobre d'altres. Han de tenir a prop abundant vegetació aquàtica, que és el component principal de la dieta dels exemplars adults. Les tortugues salvatges sempre es mantindran prop de la font d'aigua on habiten a menys que estiguin buscant una nova o, en el cas de les femelles, que hagin de pondre els seus ous en l'època de reproducció.